# Mičio Ašikaga
Mičio Ašikaga (* 22. květen 1950) je bývalý japonský fotbalista.

## Klubová kariéra
Hrával za Mitsubishi Motors.

## Reprezentační kariéra
Mičio Ašikaga odehrál za japonský národní tým v letech 1971–1975 celkem 7 reprezentačních utkání.

## Statistiky
| Japonsko | Japonsko | Japonsko |
| Roky     | Záp.     | Góly     |
| -------- | -------- | -------- |
| 1971     | 1        | 0        |
| 1972     | 3        | 0        |
| 1973     | 2        | 0        |
| 1974     | 0        | 0        |
| 1975     | 1        | 0        |
| Celkem   | 7        | 0        |